# Hellisey
Hellisey ist eine der Westmänner-Inseln südlich von Island.
Diese unbewohnte Insel liegt 6 km südwestlich von Heimaey und 13 km nordöstlich von Surtsey. Sie hat nur eine Fläche von 0,1 km² und reicht bis über 100 m über den Meeresspiegel.
Hellisey hieß auch ein Fischerboot. Es sank am 12. März 1984. Guðlaugur Friðþórsson war der einzige Überlebende der Besatzung. Er schwamm 5 km bis nach Heimaey.